# Stéphanie Stoll
Pour les articles homonymes, voir Stoll.
Stéphanie Stoll née en 1979 à Lannion (France) est une journaliste, écrivaine et femme politique française.

## Biographie
Stéphanie Stoll est la petite-fille de Jean et Gisèle Stoll, les créateurs des Éditions Jack en 1948, éditions de cartes postales dirigées par son père Patrick Stoll, qui a passé la main à son neveu Bertrand Stoll et à son gendre Sébastien Rodier, époux de Stéphanie Stoll.
Après Sciences po et un master, elle apprend le breton à l'âge de 25 ans en conversant avec une vieille voisine et en intégrant des cours du soir et une troupe de théâtre en breton, car dans sa famille l'usage de la langue bretonne s'est estompé au fil des années.
Journaliste indépendante, elle donne des articles dans différentes revues, quotidiens régionaux et nationaux (Libération, La Gazette des communes, etc.). En plus du breton et du français, elle pratique l'anglais et l'espagnol. Au-delà du breton, elle défend l'ensemble des langues régionales,,.
À la tête du réseau Diwan de mai 2015 à avril 2021,,,, elle est la deuxième femme présidente de cette organisation. Stéphanie Stoll est chargée de la gestion de 47 écoles maternelles et primaires, de six collèges et un lycée à Carhaix ouvert en 1994, soit un total d'un peu plus de 4 300 élèves. Elle dénonce, dans le magazine Bretons, dans L'Humanité et dans Le Figaro, la suppression des emplois aidés, l'insuffisance des subventions des collectivités locales, la région et le Finistère assumant leur rôle, mais pas l'Ille-et-Vilaine qui contribue de façon symbolique, ou la Loire-Atlantique qui ne verse rien. Cette association fonctionne avec un budget de 4,6 millions d'euros dont un peu moins de la moitié provient des subventions et le reste de l'engagement des personnes du réseau Diwan. Les écoles Diwan enregistrent 97,3 % de réussite au bac général contre 90,7 % pour les autres établissements scolaires en France.
Elle milite pour la possibilité de passer certaines épreuves du baccalauréat en breton.
En 2019, elle préside également le réseau Eskolim.
En 2021, elle se présente aux élections régionales en Bretagne sur la liste conduite par Thierry Burlot et est élue Conseil régional de Bretagne le 21 juin 2021.

## Publications
- Bretagne, guide poche, Éditions d'art Jack, 2007.
- Sterenn, voile en Bretagne, en collaboration avec Erwan Crouan, Éditions Coop Breiz, 2008, 156 p.  (ISBN 9782843463204).
- Desserts bretons, Éditions d'art Jack, 2018  (ISBN 9782916918136).
- Les Vieux Gréements, Éditions Jack, in-8  (ISBN 9782916918150).
- Radôme, des hommes à l'écoute du monde, Éditions Apogée, Cité des Télécoms, 2013, 96 p.  (ISBN 9782843984112)[16].

## Distinctions
- 2018 : prix de l'avenir de la langue bretonne, décerné à Carhaix lors de la 21e cérémonie des Prizioù, élue brittophone de l'année[17],[18].
- 5 octobre 2019 : ordre de l'Hermine remis à Rennes[19].